# Roman Nose
Roman Nose (Nas Aguilenc) és el nom amb què és conegut Woqini (1830-1868), cabdill dels xeienes. Esdevingué un important xaman i fou partidari de la guerra contra els blancs, contràriament a Black Kettle. Amb els supervivents de Sand Creek (1864) es va aliar amb els oglala, i el 1865 atacà als blancs a les batalles dels rius Platte i Powder. També atacà els treballs de la Union Pacific. Va morir lluitant en la batalla de Beecher Island (1868).